# Demokracja

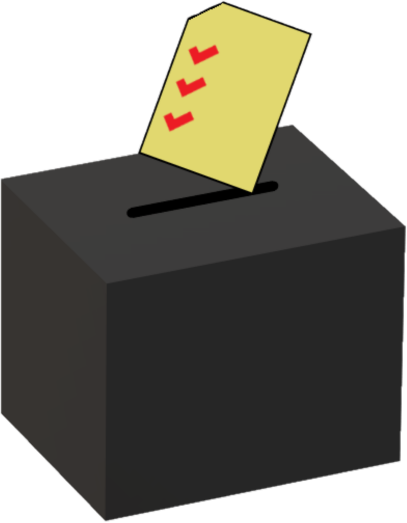
Symbol urny wyborczej. Wybory są jednym z podstawowych mechanizmów demokracji, umożliwiając obywatelom wyłonienie swoich przedstawicieli do organów władzy

Demokracja (gr. dḗmos „lud”, krátos „władza” – dosł. „rządy ludu, ludowładztwo”) – jeden z typów ustroju państwa, zakładający udział obywateli w sprawowaniu władzy.
Demokracja ma swój początek w starożytnej Grecji. Znaczący wkład w rozwój demokracji miał także starożytny Rzym oraz kultura Zachodu (Europa, Ameryka Północna i Południowa).
Istnieje wiele wariantów demokracji. Podstawowe rozróżnienie dotyczy formy, w jakiej obywatele wykonują swoją wolę. W demokracji bezpośredniej obywatele bezpośrednio i aktywnie uczestniczą w podejmowaniu decyzji politycznych, natomiast w demokracji pośredniej (przedstawicielskiej) władza polityczna sprawowana jest pośrednio poprzez wybieranych przedstawicieli. Demokracja przedstawicielska wywodzi się w znacznym stopniu z idei i instytucji, które rozwijały się w Europie w średniowieczu, oświeceniu oraz podczas rewolucji amerykańskiej i francuskiej.
Obecnie powszechną formą ustroju demokratycznego jest demokracja parlamentarna. Gwarantem istnienia demokracji parlamentarnej jest konstytucja, najczęściej w formie pisanej.
Według minimalistycznej teorii demokracji (zakładającej wyłącznie typ przedstawicielski, bez elementów udziału bezpośredniego obywateli) demokracja to system rządów (reżim polityczny, ustrój polityczny) i forma sprawowania władzy, w których źródło władzy stanowi wola większości obywateli. Według tej definicji jedyną rolą obywateli jest ustanowienie władzy w drodze wyborów.

## Pojęcie demokracji

Współcześnie zdecydowana większość krajów (kolor zielony), określa się sama jako kraje demokratyczne. Nie znaczy to, że wszystkie spełniają demokratyczne kryteria. Jako inne typy ustrojów państwa (kolor czerwony) określają się: Afganistan, Arabia Saudyjska, Brunei, Katar, Oman, Watykan, Zjednoczone Emiraty Arabskie.

Nie ma ogólnie przyjętej definicji słowa demokracja. Znaczenie tego pojęcia uległo zmianie od starożytności. Również współcześnie istnieje wiele form ustrojów uznawanych za demokratyczne. Słowo demokracja używane jest obecnie nie tylko do określenia formy państwa, lecz również do metod sprawowania władzy czy sposobów podejmowania decyzji.
Pojęcie demokracji pochodzi z V w. p.n.e. Starogreckie słowo δημοκρατία (demokratia) powstało ze słów δῆμος (demos), oznaczającego lud, dzielący coś wspólnie, rozumianą ówcześnie jako ogół obywateli jednostki osiedleńczej oraz κρατέω (krateo), czyli „rządzę”. Ograniczone było do osób posiadających pełnię praw obywatelskich, stałych mieszkańców gmin danego miasta-państwa (demos to także gmina). Wyłanianie władz, bez uprzedniego precyzyjnego wskazania i tym samym ograniczenia bazy wyborczej, sytuacja, gdy sama tylko liczebność głosujących, przy braku także innych kryteriów, kierowała decyzjami organizacji lokalnej czy państwowej, językiem starożytnych, stanowiłyby wynaturzenie demokracji, ochlokrację.
W starożytności jako demokrację oznaczano ustrój polityczny istniejący w niektórych greckich polis, w szczególności w Atenach, przeciwstawiany monarchii (rządom jednej osoby) czy oligarchii (rządom nielicznych). Ta opozycja nie jest już obecnie tak wyraźna. Współczesne rządy demokratyczne zawierają zarówno elementy oligarchii, jak i monarchii. Karl Popper definiował demokrację w kontraście do dyktatury czy tyranii. Głównym kryterium rozróżniającym było to, czy lud może kontrolować władzę bez konieczności przeprowadzania rewolucji.
Często pod pojęciem demokracji rozumie się demokrację liberalną, która jest jedną z odmian demokracji przedstawicielskiej. Zawiera ona takie elementy jak: pluralizm polityczny, równość wobec prawa, prawa obywatelskie, prawa człowieka oraz społeczeństwo obywatelskie.

### Demokracja a republika
Demokracja jest też często utożsamiana z republikańską formą rządu, chociaż w niektórych językach termin republika obejmuje lub obejmował zarówno demokrację, jak i arystokrację.
Czasami demokracja i republika są sobie przeciwstawiane. W pismach Jamesa Madisona republiką nazywa on demokrację pośrednią, nazwę demokracji rezerwując dla demokracji bezpośredniej. W „Federaliście nr 10” wskazywał on na wyższość republik nad demokracjami.
Współcześnie termin republika ma wiele znaczeń. Najczęściej odnosi się do demokracji przedstawicielskiej z możliwością wyboru głowy państwa takiej jak prezydent, w odróżnieniu do państw z dziedzicznym monarchą, gdzie szef rządu również wybierany jest na czas określony.
Ustrój demokratyczny podlega również krytyce ze strony republikanizmu. Już od starożytności zwolennicy tego nurtu filozoficznego wskazują, że demokracja może być także formą tyranii, jeśli jest traktowana jedynie jako rządy większości (tyrania większości). Większość może wtedy zadecydować o naruszeniu praw mniejszości. Republikanie wskazują więc, że demokratyczna władza musi funkcjonować w ramach prawnych. To rządy prawa, a nie rządy większości powinny być naczelną zasadą ustrojową.

## Charakterystyka

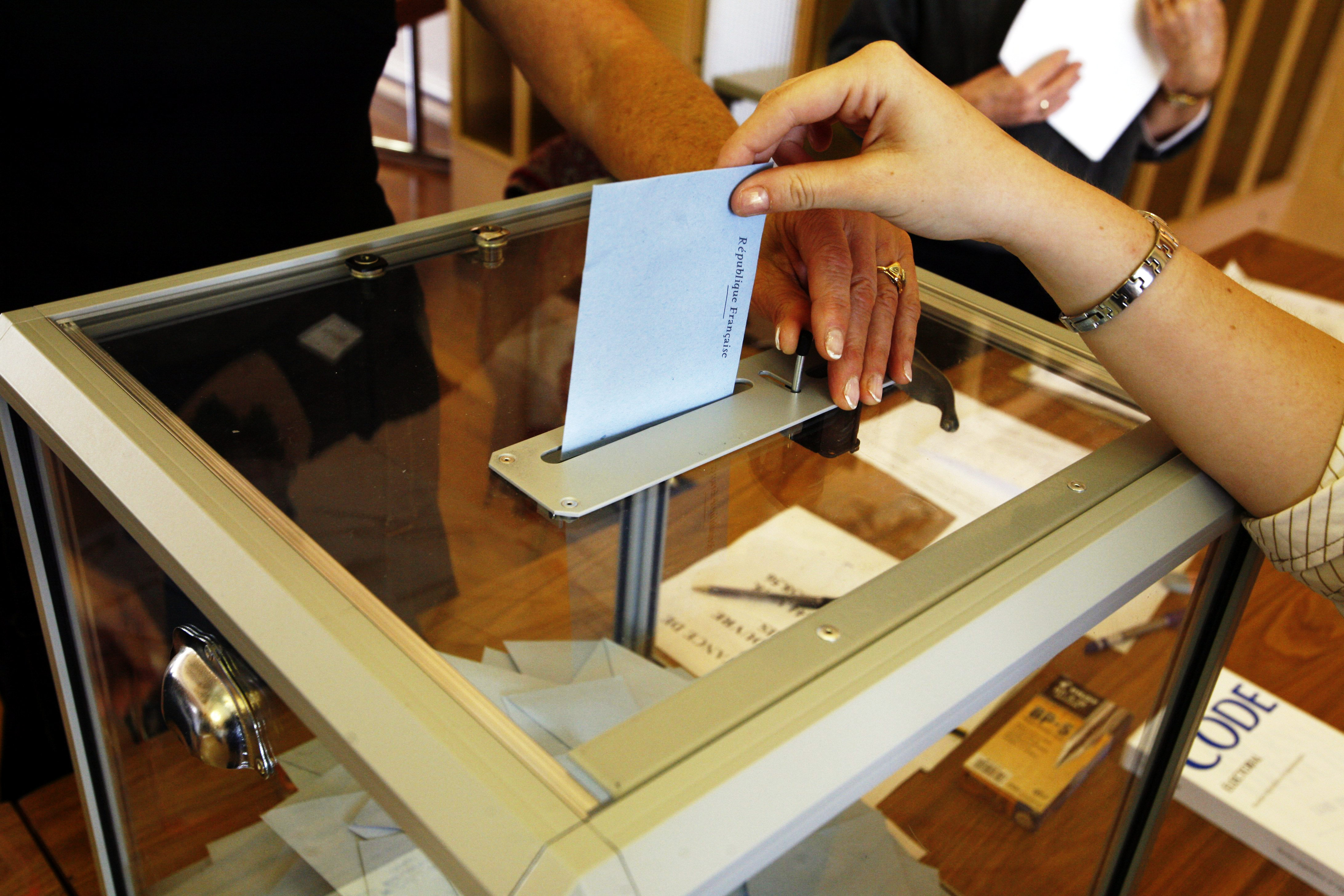
Głosowania są ważną częścią demokracji.

Nie ma ogólnie przyjętych kryteriów uznawania dane państwo za demokrację. Istnieją też duże różnice pomiędzy poszczególnymi formami demokracji. Np. kluczowym warunkiem dla idealnej formy demokracji przedstawicielskiej (pośredniej) są wolne i uczciwe wybory, to znaczy dostępne w równym stopniu dla każdego obywatela i przeprowadzane według zrozumiałych reguł. Co więcej, wolność poglądów, wolność słowa i wolność prasy są postrzegane jako podstawowe prawa umożliwiające obywatelom głosowanie zgodnie z własnymi przekonaniami.
Szczególnie duże różnice zachodzą między starożytnymi a współczesnymi formami demokracji.
Demokracja może być stopniowana – tzn. w danym ustroju politycznym faktyczny udział we władzy ogółu obywateli może być większy albo mniejszy.
Według współczesnych kryteriów, demokracja opiera się na:
- dostępności sfery polityki dla wszystkich bez ograniczeń ze względów klasowych, rasowych, majątkowych, religijnych;
- możności wybierania kandydatów na stanowiska publiczne i swobodzie dostępu do tych stanowisk, czy jakichkolwiek innych (poza wyrokiem sądowym pozbawiającym praw publicznych);
- suwerenności narodu (ludu) oznaczającej, że władza zwierzchnia, niezbywalna i niepodzielna, należy do zbiorowości społecznej żyjącej w granicach państwa;
- zasadzie reprezentacji – utożsamiona z delegowaniem uprawnień władczych na przedstawicieli obieralnych przez naród w wyborach powszechnych i działających pod jego kontrolą;
- uznaniu wyborów za główne źródło prawomocności władzy i konieczności cyklicznego potwierdzania legitymacji władzy w wyborach powszechnych;
- możności zrzeszania się w partie polityczne i wyboru między alternatywnymi ofertami piastunów władzy państwowej;
- odpowiedzialności rządzących przed rządzonymi – tworzeniu wyspecjalizowanych instytucji kontroli władzy mających w założeniu zapobiegać jej nadużyciom;
- podziale władz – wyrażającym ideę ograniczania rządu poprzez wzajemne kontrolowanie się ośrodków władzy oraz przez działalność zorganizowanej opozycji politycznej;
- wolności przekonań i wypowiedzi;
- instytucjonalnej ochronie praw obywatelskich – wyrażającej się w stwarzaniu formalnych zabezpieczeń obywateli przed nadmierną i nieuzasadnioną ingerencją władzy w ich sprawy.

Niektórzy autorzy (np. związani z perspektywą zdolności) uważają, że podstawową cechą demokracji jest zdolność jednostki do pełnego i nieskrępowanego uczestnictwa w życiu swojej społeczności. Biorąc pod uwagę znaczenie umowy społecznej i woli powszechnej dla demokracji, może być ona charakteryzowana jako forma politycznego kolektywizmu, w której wszyscy uprawnieni obywatele mają równy głos w podejmowaniu decyzji, które wpływają na ich życie.

### Demokracja wg ONZ
Określenie niektórych cech demokratycznego państwa zawiera Międzynarodowy pakt praw obywatelskich i politycznych – traktat uchwalony w wyniku konferencji ONZ w Nowym Jorku, na mocy rezolucji Zgromadzenia Ogólnego nr 2200A (XXI) z 16 grudnia 1966 roku; ratyfikowany przez Polskę w 1977 roku (publikacja w Dz.U. z 1977 r. Nr 38, poz. 167). Jego artykuł 25. stanowi, że:
Każdy obywatel ma prawo i możliwości, bez żadnej dyskryminacji, o której mowa w artykule 2, i bez nieuzasadnionych ograniczeń: a) uczestniczenia w kierowaniu sprawami publicznymi bezpośrednio lub za pośrednictwem swobodnie wybranych przedstawicieli; b) korzystania z czynnego i biernego prawa wyborczego w rzetelnych wyborach, przeprowadzanych okresowo, opartych na głosowaniu powszechnym, równym i tajnym, gwarantujących wyborcom swobodne wyrażenie woli; c) dostępu do służby publicznej w swoim kraju na ogólnych zasadach równości.

### Wskaźnik demokracji
Wskaźnik demokracji został opracowany w 2006 roku przez Economist Intelligence Unit, dział istniejącej od 1946 roku prasowej Grupy Economist, zajmujący się badaniami, analizami i prognozami dotyczącymi m.in. ryzyk krajowych. Wskaźnik ten opisuje stan demokracji w 167 krajach świata. Metodyka jego obliczania jest jawna. Opiera się on na 60 wskaźnikach pogrupowanych w pięciu różnych kategoriach: proces wyborczy i pluralizm, swobody obywatelskie, funkcjonowanie administracji publicznej, partycypacja polityczna oraz kultura polityczna. Na podstawie wartości wskaźnika, system polityczny państwa jest klasyfikowany jako: „demokracja pełna”, „demokracja wadliwa”, „system hybrydowy” albo „system autorytarny”.

### Współczesne państwa demokratyczne
Przy zastosowaniu wskaźnika demokracji, następujące kraje zostały sklasyfikowane w 2011 jako demokracje pełne:
|  | 1. Norwegia 2. Islandia 3. Dania 4. Szwecja 5. Nowa Zelandia | 6. Australia 7. Szwajcaria 8. Kanada 9. Finlandia 10. Holandia | 11. Luksemburg 12. Irlandia 13. Austria 14. Niemcy 15. Malta | 16. Czechy 17. Urugwaj 18. Wielka Brytania 19. Stany Zjednoczone 20. Kostaryka | 21. Japonia 22. Korea Południowa 23. Belgia 24. Mauritius 25. Hiszpania |

Jako wadliwe demokracje określa się następujące kraje: Argentyna, Benin, Botswana, Brazylia, Bułgaria, Chile, Chorwacja, Cypr, Czarnogóra, Dominikana, Estonia, Filipiny, Francja, Ghana, Grecja, Gujana, Indie, Indonezja, Izrael, Jamajka, Kolumbia, Lesotho, Litwa, Łotwa, Macedonia Północna, Malezja, Mali, Meksyk, Mołdawia, Mongolia, Namibia, Panama, Papua-Nowa Gwinea, Paragwaj, Peru, Polska, Portugalia, Południowa Afryka, Republika Zielonego Przylądka, Rumunia, Salwador, Serbia, Słowacja, Słowenia, Sri Lanka, Surinam, Tajlandia, Tajwan, Timor Wschodni, Trynidad i Tobago, Węgry, Włochy, Zambia.

## Historia

### Starożytność

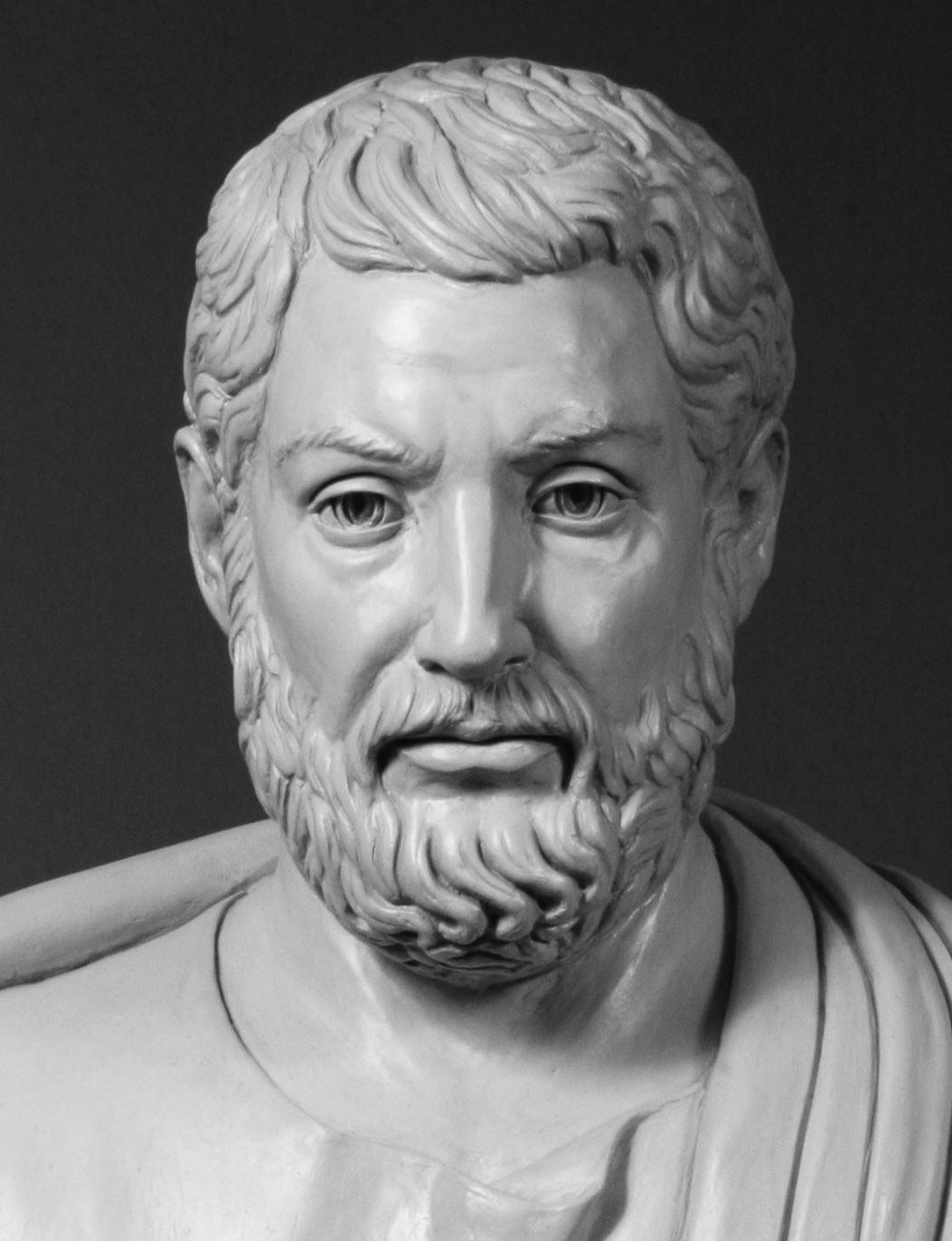
Klejstenes, „ojciec ateńskiej demokracji” (współczesne popiersie)

Termin „demokracja” wywodzi się ze starożytnej myśli politycznej i filozoficznej i pojawił się po raz pierwszy w Atenach. Pierwsza demokracja powstała właśnie w Atenach pod przywództwem Klejstenesa w latach 508–507 roku p.n.e. Stąd też Klejstenesa nazywa się niekiedy „ojcem demokracji ateńskiej”.
Demokracja ateńska miała formę demokracji bezpośredniej, o dwóch cechach charakterystycznych: losowym wyborze obywateli na niektóre urzędy administracyjne i sądowe, oraz Zgromadzenie Ludowe (Eklezję) o uprawnieniach prawodawczych, składające się z wszystkich obywateli. Z obywatelstwa wykluczone były kobiety, niewolnicy, cudzoziemcy (μέτοικοι, metojkowie) i chłopcy poniżej 18 lat.
Szacuje się, że na ok. 100 000 mieszkańców Aten, obywatelami było ok. 30 000 (). Wykluczenie dużej części populacji z obywatelstwa było ściśle związane ze starożytnym rozumieniem tego pojęcia. W starożytności przywileje związane z obywatelstwem związane były z obowiązkiem uczestnictwa w kampaniach wojennych (obywatel odpowiadał na decyzję władcy o wojnie i wstępował do armii, dzięki czemu mógł się stać obywatelem). Nie w każdym polis jednak wojownik po wygranej bitwie stawał się obywatelem. Na przykład w Sparcie pełnoprawnymi obywatelami byli spartiaci, którzy oprócz walki musieli pochodzić z wpływowych rodzin i znać prawo polis.
Demokracja ateńska była bezpośrednia, ponieważ decyzje były tam podejmowane przez wszystkich obywateli na Zgromadzeniu Ludowym, proces polityczny był pod ciągłym ich nadzorem, i wielu obywateli było stale zaangażowanych w publiczną działalność polis.
Obok wyborów losami panowała też zasada ostracyzmu (Po reformie Klejstenesa), pozwalająca obywatelom na czasowe odwołanie urzędnika, jednak decydowało o tym zgromadzenie. Decyzja zapadała, gdy większość zagłosowała przeciwko urzędnikowi. Wówczas sądzono go oraz wyznaczano karę (najczęściej opłatę).
Do rozwoju demokracji przyczyniła się także Republika rzymska, choć tylko mniejszość jej mieszkańców była obywatelami z prawem do głosowania i wybierania reprezentantów. Dzięki możliwościom manipulowania okręgami wyborczymi, większość wysokich urzędników, w tym członkowie Senatu, pochodziła z kilku potężnych i zamożnych rodów.

### Średniowiecze i czasy nowożytne
W średniowieczu i nowożytności istniało wiele instytucji w których przeprowadzano wybory czy odbywały się zgromadzenia. Często jednak tylko niewielka liczba ludności mogła brać w nich udział. Ustroje z elementami demokracji miały: Rzeczpospolita Obojga Narodów (10% ludności), Islandia (Althing), Wyspy Owcze (Løgting), niektóre średniowieczne włoskie miasta-państwa, takie jak Wenecja, wczesnośredniowieczna Irlandia (túath – małe królestwa), Republika Nowogrodzka i Pskowska w średniowiecznej Rosji (wiece). Demokratyczny charakter miały także skandynawskie Tingi, czy stany w Tyrolu i Szwajcarii. Udział w tych instytucjach był często ograniczany do mniejszości, więc można je również sklasyfikować jako oligarchie. Większość regionów w średniowiecznej Europie była rządzona przez duchowieństwo albo panów feudalnych.
Poza Europą demokratyczny charakter miał wybór Gopala w Bengalu, regionie subkontynentu indyjskiego (w obrębie systemu kastowego) czy rządy autonomicznego miasta kupieckiego Sakai w XVI-wiecznej Japonii.
Karta z Kurukan Fuga podzieliła Imperium Mali na władające klany reprezentowane na wielkim zgromadzeniu, zwanym Gbara. Ustrój Mali był jednak bliższy monarchii konstytucyjnej niż republiki demokratycznej. Nieco bliższa współczesnej demokracji była kozacka republika na Ukrainie w XVII i XVIII w.: Hetmanat. Jej przywódca, Hetman, był obieralny przez reprezentantów poszczególnych regionów.

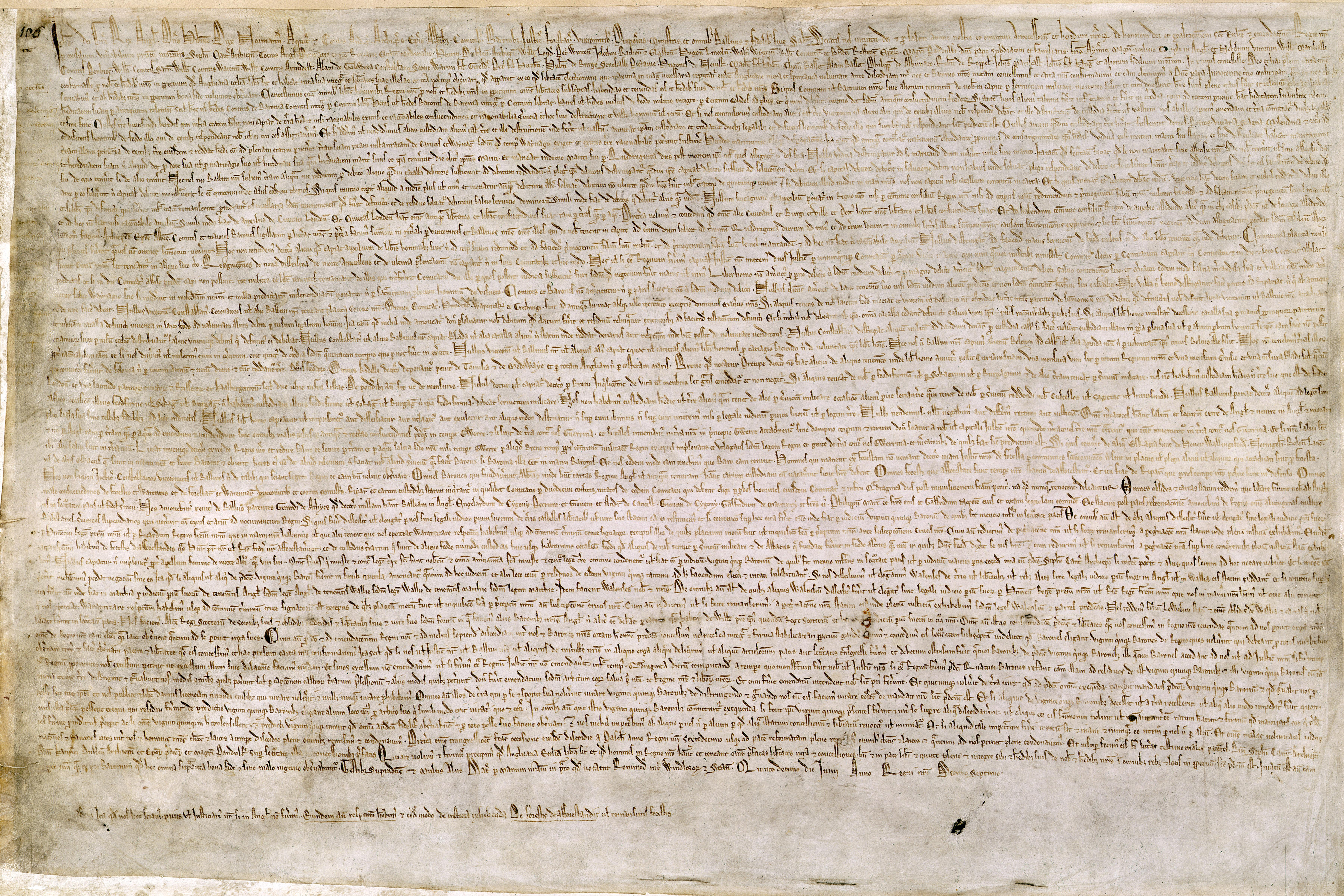
Angielska Wielka Karta Swobód (1215)

Powstanie parlamentu angielskiego wiązało się z ograniczeniem władzy królewskiej zapisanym w Wielkiej Karcie Swobód. Karta potwierdzała ochronę pewnych praw królewskich podwładnych, niezależnie od ich statusu. Zakładała również uprawnienia, wyrażone dosłownie w Habeas Corpus Act chroniącym jednostki przed bezprawnym uwięzieniem i dającym im prawo do apelacji. Pierwszym pochodzącym z wyboru parlamentem w Anglii był Parlament de Montforta (1265 r.).
Tylko nieznaczna część społeczeństwa miała faktyczny głos. Parlament był wybierany przez kilka procent ludności (mniej niż 3% aż do 1780 roku). Monarcha miał prawo do zwoływania parlamentu na swoje życzenie, z reguły, gdy potrzebował środków finansowych.
Siła parlamentu wzrastała stopniowo przez wieki. W 1689 ustanowiono Deklaracje praw, która skodyfikowała najważniejsze prawa i doprowadziła do wzrostu znaczenia parlamentu. Prawo wyborcze powoli zyskiwało na sile w związku z czym parlament uzyskiwał coraz większą władzę, aż w końcu monarcha zaczął pełnić tylko rolę reprezentacyjną. Prawo wyborcze uczyniono bardziej jednolitym. Ustawą Reform Act 1832 zlikwidowano tzw. zgniłe miasteczka, które dawały nielicznym mieszkańcom duży wpływ na wybór członków parlamentu.
Angielscy purytanie, którzy począwszy od 1620 roku emigrowali do Nowego Świata, zakładali kolonie w Nowej Anglii. Wprowadzali tam rządy demokratyczne, przyczyniając się do rozwoju demokracji w Stanach Zjednoczonych.

### XVIII i XIX wiek
Po raz pierwszy w historii nowożytnej demokratyczną konstytucję przyjął krótko istniejący rząd Republiki Korsykańskiej w 1755. Konstytucja Korsyki jako pierwsza opierała się na zasadach oświeceniowych. Wprowadziła ona również prawo wyborcze dla kobiet, które w innych demokracjach ustanowiono dopiero w XX wieku.
W 1789 roku, rewolucyjna Francja przyjęła Deklarację Praw Człowieka i Obywatela. Powstał również Konwent Narodowy, wybrany w wyborach w 1792 roku. Uprawnionymi do głosowania byli wszyscy mężczyźni.

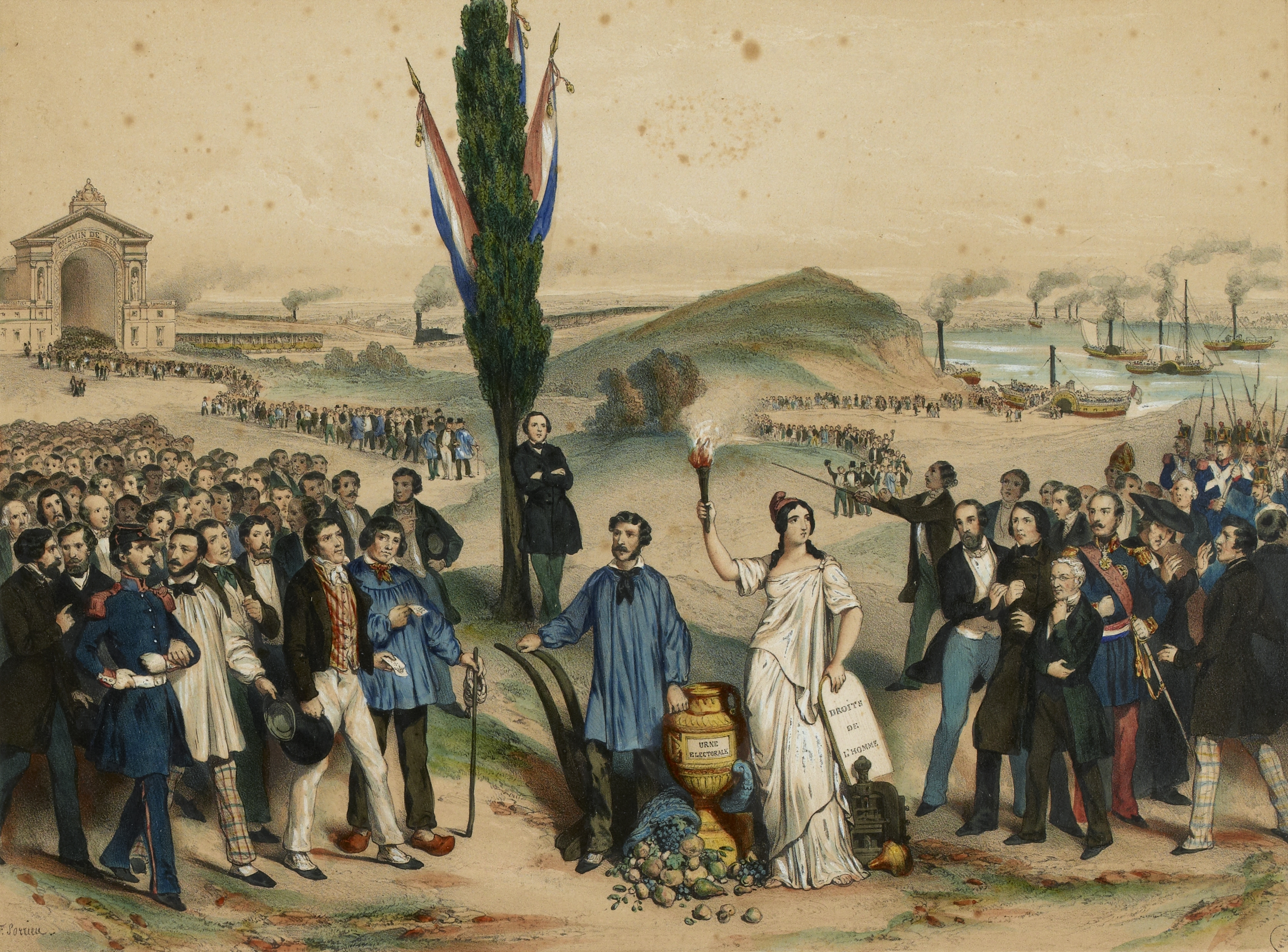
Ustanowienie we Francji w 1848 r. powszechnego prawa wyborczego dla mężczyzn było kamieniem milowym w historii demokracji.

Powszechne prawo wyborcze dla mężczyzn zostało ostatecznie ustanowione we Francji w marcu 1848 roku w wyniku rewolucji lutowej 1848 roku. W 1848 roku miała też miejsce Wiosna Ludów. W licznych krajach lud zaczął się domagać m.in. ustanowienia liberalnych konstytucji i bardziej demokratycznych rządów.
Mimo że Stany Zjednoczone nie zostały określone przez ojców założycieli jako demokracja, to nowe państwo opierało się na demokratycznych zasadach, takich jak naturalna wolność i równość (obejmująca białych mężczyzn).
Konstytucja Stanów Zjednoczonych została przyjęta w 1788 roku, zapewniając obieralny rząd i chroniąc prawa i wolności obywatelskie.
W epoce kolonialnej, przed rokiem 1776 oraz jakiś czas później, prawo do głosowania mieli tylko dorośli biali mężczyźni, którzy byli właścicielami nieruchomości. Czarnoskórzy, w większości niewolnicy i większość kobiet nie byli objęci prawem wyborczym. Demokracja była szersza na Dzikim Zachodzie, gdzie struktury społeczne, ekonomiczne i polityczne były luźniejsze. W stanach południowych niewolnictwo było podstawową instytucją ekonomiczną i gospodarczą podtrzymującą porządek społeczny, co utrudniało demokratyzację. Wiele organizacji popierało migracje czarnych osób do innych stanów, gdzie mogli cieszyć się większą wolnością oraz równością.
Spis ludności Stanów Zjednoczonych z 1860 roku wykazał, że populacja niewolników wzrosła do czterech milionów. Odbudowa Stanów Zjednoczonych po wojnie secesyjnej (1861–1865) spowodowała przyznanie nowo uwolnionym niewolnikom (tylko mężczyznom) obywatelstwa wraz z ograniczonym prawem do głosowania.

### XX i XXI wiek

Liczba państw, których wskaźnik demokracji w latach 1800–2018 osiągnął wartość 8 bądź wyższą w skali Polity5

Kraje demokratyzujące się (kolor niebieski) lub autokratyzujący się (kolor czerwony) znacząco i znacząco (lata 2010–2020). Kraje zaznaczone na szaro są zasadniczo niezmienione.

Pełne nadanie praw wyborczych obywatelom nastąpiło dopiero na skutek działań ruchu na rzecz praw obywatelskich (1955-1968). Działania te przyczyniły się do uchwalenia przez Kongres Stanów Zjednoczonych Voting Rights Act of 1965. W XX wieku wystąpiło zjawisko „fal demokracji”, czyli nasilających się w pewnych okresach procesach demokratyzacji. Na ich występowanie miało wpływ wiele różnych czynników takich jak: wojny, rewolucje, dekolonizacja czy też zmiany religijne lub ekonomiczne. Wskutek I wojny światowej oraz rozpadu Imperium Osmańskiego i Austro-Węgier w Europie powstały nowe państwa narodowe. Większość z nich, przynajmniej z nazwy, miała być demokratyczna.
Po okresie rozwoju demokracji w latach dwudziestych XX wieku, nadeszły czasy wielkiego kryzysu, w których większość krajów Europy, Ameryki Łacińskiej i Azji, zwróciła się ku dyktaturze. Szczególnym przypadkiem były ustroje totalitarne, które powstały w nazistowskich Niemczech i Związku Radzieckim.
II wojna światowa przyniosła ostatecznie odwrócenie tej tendencji w Europie Zachodniej. Demokratyzacja amerykańskich, brytyjskich, i francuskich sektorów okupowanych Niemiec, Austrii, Włoch i Japonii służyła później jako wzór dla późniejszych zmian systemowych.
Jednak większość Europy Wschodniej, łącznie z radziecką strefą okupacyjną w Niemczech stała się częścią bloku wschodniego. Państwa te formalnie były demokratyczne (najczęściej określały się jako demokracje ludowe), jednak według standardów demokracji liberalnych, były to jedynie demokracje pozorne.
Po wojnie nastąpiła też dekolonizacja i większość nowo powstałych niepodległych państw posiadała demokratyczne konstytucje. Największa istniejąca po dziś dzień demokracja wyłoniła się w Indiach.
W 1960 roku zdecydowana większość państw na świecie była formalnie demokratyczna, choć w wielu przypadkach była to demokracja pozorna (zwłaszcza w państwach socjalistycznych i byłych koloniach).
W kolejnej fali demokratyzacji, zmiana ustroju zaszła w licznych dyktaturach. Portugalia (1974), Hiszpania (1975) i kilka z dyktatur wojskowych w Ameryce Południowej w późnych latach siedemdziesiątych i wczesnych latach osiemdziesiątych powróciły do rządów cywilnych. Argentyna powróciła do nich w 1983 roku, Boliwia, Urugwaj w 1984 roku, Brazylia w 1985 roku, a Chile na początku lat dziewięćdziesiątych. Kraje Południowo-Wschodniej Azji podążały tą ścieżką w drugiej połowie lat osiemdziesiątych.
Gospodarcza recesja lat osiemdziesiątych XX w. wraz z osłabieniem ucisku ze strony Związku Radzieckiego, przyczyniły się do tzw. jesieni ludów i rozpadu ZSRR. Wiązały się z tym koniec zimnej wojny, demokratyzacja i liberalizacja dawnych krajów bloku wschodniego. Największy sukces spośród młodych demokracji odniosły te znajdujące się kulturowo i geograficznie najbliżej Zachodniej Europy. Obecnie to one są członkami lub kandydatami Unii Europejskiej. Niektórzy badacze uważają, że współczesna Rosja nie jest prawdziwą demokracją, lecz przybiera formę dyktatury.
W latach 90. XX w. fala ruchów wolnościowych rozlała się wśród narodów Południowej Afryki. Przykładem ostatnich prób demokratyzacji na innych kontynentach są upadek rządów Suharto w Indonezji (1998), rewolucja buldożerów w Federalnej Republice Jugosławii (2000), rewolucja róż w Gruzji (2003), pomarańczowa rewolucja na Ukrainie (2004-2005), cedrowa rewolucja w Libanie (2005), tulipanowa rewolucja w Kirgistanie (2005), oraz jaśminowa rewolucja w Tunezji (2010-2011). Ta ostatnia, jako arabska wiosna, rozprzestrzeniła się na inne kraje Bliskiego Wschodu i Afryki Północnej, takie jak Egipt czy Syria.
Według Freedom House w 2007 roku istniały 123 demokracje elektoralne (podczas gdy w 1972 było ich 40). Według World Forum on Democracy, demokracje elektoralne to obecnie 120 na 192 istniejących państw. Stanowią one tym samym 58,2% populacji świata. Jednocześnie podaje się, że liczba liberalnych demokracji to 85, czyli 38% populacji globalnej. Za liberalne demokracje Freedom House uznaje państwa, które są wolne oraz w których przestrzega się podstawowych praw człowieka oraz rządów prawa.
W 2010 roku ONZ ustanowiła 15 września Międzynarodowym Dniem Demokracji.

## Formy demokracji
Demokracja może przybierać wiele form. Niektóre z form demokracji zapewniają lepszą reprezentację i więcej wolności dla obywateli niż inne. Jeżeli demokracja nie posiada mechanizmów zabezpieczających, to jedna z gałęzi władzy może zdominować pozostałe, niszcząc w konsekwencji demokrację.
| System prezydencki System semiprezydencki System parlamentarny Systemy jednopartyjne Monarchia parlamentarna | Monarchia absolutna Dyktatura wojskowa Monarchia konstytucyjna Republiki z władzą wykonawczą prezydenta, podległą parlamentowi Inne formy rządów |

Opisane dalej formy demokracji politycznej nie wykluczają się nawzajem. Wiele cech lub aspektów demokracji nie istnieje zależnie od siebie nawzajem i mogą one występować razem w danych systemach politycznym.

### Demokracja bezpośrednia
Demokracja bezpośrednia jest systemem politycznym, w którym obywatele uczestniczą bezpośrednio (a nie przez pośredników) w podejmowaniu decyzji. Zwolennicy demokracji bezpośredniej twierdzą, że demokracji nie można sprowadzić do kwestii proceduralnych. Demokracja bezpośrednia daje obywatelom głosującym możliwość:
1. zmieniania praw konstytucyjnych,

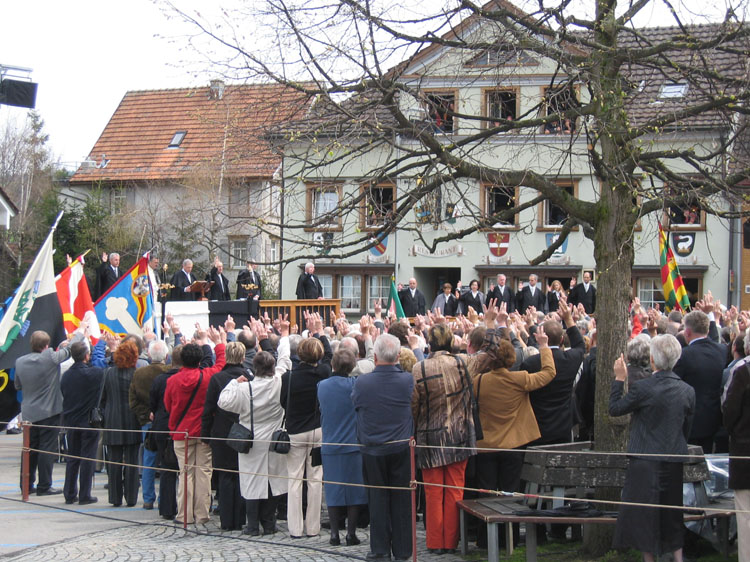
Landsgemeinde w kantonie Appenzell Innerrhoden, przykład demokracji bezpośredniej w Szwajcarii

2. zgłaszania inicjatyw prawodawczych i przeprowadzania referendum,
3. wydawania wiążących poleceń wybranym urzędnikom, np. odwoływaniu ich przed zakończeniem kadencji.

Te trzy rodzaje instytucji w różnym stopniu istnieją we współczesnych rozwiniętych demokracjach. Można to postrzegać jako przejaw zwracania się ku bezpośrednim demokracjom.
Elementy demokracji bezpośredniej funkcjonują w wielu krajach np. na poziomie lokalnym, często współistniejąc ze zgromadzeniami przedstawicielskimi.

### Demokracja pośrednia
Demokracja pośrednia (przedstawicielska) polega na wyborze przedstawicieli przez osoby, które mają być reprezentowane. Jeśli głowa państwa jest wybrana w sposób demokratyczny, wtedy taki ustrój nazywamy republiką demokratyczną. Polega to najczęściej na wyborze kandydata większością względną lub bezwzględną.
Przedstawiciele mogą reprezentować określony okręg wyborczy lub reprezentować cały elektorat dzięki systemom proporcjonalnym. Czasami oba systemy są łączone. Niektóre demokracje przedstawicielskie wprowadzają również elementy demokracji bezpośredniej, takie jak referenda. Cechą charakterystyczną demokracji przedstawicielskiej jest to, że wybrani przez obywateli reprezentanci, zachowują swoją wolność w określaniu tego, jak najlepiej realizować dobro wspólne (tzw. mandat wolny).

#### Demokracja parlamentarna
Demokracja parlamentarna jest demokracją przedstawicielską, gdzie rząd powołany jest przez przedstawicieli. Jest ona przeciwstawiana systemowi prezydenckiemu. W ramach demokracji parlamentarnej, władzę wykonawczą sprawuje rząd, który podlega ciągłej kontroli ze strony parlamentu wybranego przez wyborców.
W systemach parlamentarnych premier może zostać odwołany w dowolnym momencie, kiedy parlament uważa, że nie wykonuje on swoich zadań zgodnie z oczekiwaniami władzy ustawodawczej. Odbywa się to poprzez wotum nieufności.

#### Demokracja prezydencka
Demokracja prezydencka jest systemem, gdzie społeczeństwo wybiera prezydenta, który pełni obowiązki jako głowa państwa i szef rządu i gdzie kontroluje większość władzy wykonawczej. Prezydent pełni swoją funkcję przez określony czas (kadencję). Wybory mają zazwyczaj z góry określoną datę i trudno ją zmienić. Prezydent ma bezpośrednią kontrolę nad gabinetem (rządem), którego członków powołuje.
Władza prezydencka pozostaje oddzielona od władzy ustawodawczej i obie władze nie mogą skracać swojej kadencji. Wskutek tego urząd prezydenta oraz władza ustawodawcza mogą się niekiedy znajdować pod kontrolą dwóch różnych partii, blokując wzajemnie swoje działania. Może to być jednym z powodów dla którego system prezydencki nie jest zbyt popularny poza Stanami Zjednoczonymi.
Obok systemu prezydenckiego istnieje również system semiprezydencki, w którym władza wykonawcza sprawowana jest przez prezydenta i premiera. Podział kompetencji między premierem i prezydentem jest różny w poszczególnych krajach.

### Demokracje hybrydowe
Niektóre demokracje łączą w sobie elementy przedstawicielskie z demokracją bezpośrednią. Określane są one jako „demokracje hybrydowe” lub demokracje mieszane. Przykładem takiego systemu jest Szwajcaria i niektóre stany w Stanach Zjednoczonych.
W Szwajcarii centralną władzę ustawodawczą sprawuje Zgromadzenie Federalne. Jednocześnie dozwolone są inicjatywa ustawodawcza i referenda zarówno na szczeblu lokalnym, jak i federalnym.
W Stanach Zjednoczonych nie ma mechanizmów demokracji bezpośredniej na szczeblu federalnym, ale w ponad połowie stanów i w wielu miejscowościach istnieje instytucja inicjatyw obywatelskich (zwane po angielsku ballot initiatives, ballot measures, ballot questions czy propositions). W znaczącej większości stanów istnieją też referenda. Na poziomie lokalnym (szczególnie w Nowej Anglii) zgromadzenia gminne są często stosowane, szczególnie na obszarach wiejskich.
Współcześnie demokratyczny charakter mają również monarchie parlamentarne, np. w Wielkiej Brytanii, Holandii czy krajach skandynawskich. Władza monarchy jest tam znacznie ograniczona, lub wręcz symboliczna, a polityka prowadzona jest przez instytucje o charakterze demokratycznym.

## Stanowiska polityczne wobec demokracji
Poszczególne stanowiska polityczne są bardzo zróżnicowane w swoim stosunku do demokracji. Najczęściej są zwolennikami pewnej wersji demokracji, odrzucając inne. Stosunek do demokracji zmieniał się też w czasie, szczególnie pomiędzy XIX a XX wiekiem.

### Liberalizm
Współczesny liberalizm jest ściśle związany z demokracją. Wiele z idei kluczowych dla liberalizmu jest również ważnym elementem systemu demokratycznego (np. odpowiedzialny rząd, równość szans, równość wobec prawa, państwo prawa). Demokracja liberalna jest obecnie dominującą formą ustroju demokratycznego.
W początkowym okresie istnienia liberalizmu (pierwsza połowa XIX w.) liberalizm miał jednak charakter antydemokratyczny. Liberałowie byli wtedy rzecznikami interesów burżuazji, przeciwstawiając się demokracji, którą uważali za rządy motłochu, niebezpieczne dla praw jednostek i własności. Zamiast powszechnego prawa wyborczego byli zwolennikami cenzusu majątkowego.
Także niektóre współczesne nurty liberalizmu, takie jak neoliberalizm czy libertarianizm są bardzo krytyczne wobec demokracji, krytykując ją za nieefektywność gospodarczą i możliwość naruszania praw jednostek (tyrania większości).

### Konserwatyzm
XIX wieczny konserwatyzm był przeciwnikiem demokracji, traktując ją jako jedną z oświeceniowych idei związanych z rewolucją francuską. Konserwatyści byli zwolennikami hierarchii i rządów elit.
W XX wieku ten stosunek uległ zmianie. Konserwatyści w większości zaakceptowali instytucje demokratyczne i powszechne prawo wyborcze. Pozostali jednak nieufni wobec demokracji, która może naruszać utrwalony ład społeczny i tradycyjne wartości.

### Lewica
Stanowisko lewicy wobec demokracji jest zróżnicowane. Lewica jest gorącym zwolennikiem demokracji, jednak rozumie ją często w odmienny sposób niż liberałowie.
Socjaldemokraci są zwolennikami demokracji parlamentarnej i w jej ramach starają się przeprowadzić reformy społeczne. Podobnie sytuację postrzegają również socjaliści demokratyczni, którzy przy tym częściej opowiadają się za demokratyzację gospodarki, np. w formie demokracji w miejscu pracy. Adam Ciołkosz, działacz Polskiej Partii Socjalistycznej i poseł II RP, w książce Socjalizm na zachodzie Europy (1968) przedstawił Deklarację zasad socjalizmu demokratycznego (której był współtwórcą), uchwaloną przez Kongres Międzynarodówki Socjalistycznej we Frankfurcie w lipcu 1951. Dokument określa socjalizm demokratyczny poprzez cztery wymiary:
1. Demokracja polityczna – uznanie rządów politycznych opartych na powszechnym, równym i tajnym głosowaniu, pluralizmie partyjnym, wolności słowa, mediów i zgromadzeń, a także prawie do opozycji.
2. Demokracja gospodarcza – aktywny udział państwa jako moderatora interesów społecznych, prowadzenie planowania gospodarczego w interesie większości, oraz kontrola własności prywatnej bez stosowania nacjonalizacji przymusowej – dopuszczając współistnienie różnych form własności.
3. Demokracja społeczna – zagwarantowanie praw socjalnych, takich jak prawo do pracy, opieki zdrowotnej, edukacji, zabezpieczenia emerytalnego, a także zwalczanie nierówności ze względu na płeć, rasę czy pochodzenie.
4. Demokracja międzynarodowa – dążenie do światowego pokoju, eliminacja wszelkiego rodzaju wyzysku oraz solidarności międzynarodowej z narodami i klasami pracującymi[75].

Dla Ciołkosza model socjalizmu demokratycznego różnił się wyraźnie od komunizmu moskiewskiego – w tym ujęciu socjalizm brytyjski stanowił swoisty wzorzec. Jego koncepcja skupiała się na połączeniu demokratycznych instytucji, praw obywatelskich oraz gospodarki prowadzonej w ramach suwerennego państwa.
Z kolei ortodoksyjnych marksistów cechuje wrogość do demokracji liberalnej. Najczęściej rozumieją oni pod tym pojęciem scentralizowaną demokrację parlamentarną. Uznają oni tego typu ustrój za demokrację fasadową. Marksiści, leniniści i trockiści preferowali demokrację bezpośrednią sprawowaną za pomocą komun zwanych radami albo sowietami. W kapitalizmie widzieli źródło politycznego elitaryzmu. System radziecki miał funkcjonować poprzez demokrację rad, której najniższym szczeblem była demokracja w miejscu pracy. Nie licząc początkowego okresu rewolucji październikowej, instytucje demokratyczne w Związku Radzieckim miały charakter fasadowy.

### Anarchizm
Anarchiści są podzieleni w kwestii stosunku do demokracji. Główną linią sporu pozostaje to, czy zasada większości jest tyrańska czy też nie. Dla wielu anarchistów jedyną akceptowalną formą demokracji jest demokracja bezpośrednia. Pierre-Joseph Proudhon twierdził, że jedyną akceptowalną formą demokracji bezpośredniej jest ta, w której uznaje się, że decyzje większości nie są wiążące dla mniejszości, nawet wtedy, gdy są jednomyślne. Niektórzy anarchiści tacy jak Murray Bookchin krytykują indywidualistycznych anarchistów za przeciwstawianie się demokracji i uważają, że da się ją jednak pogodzić z ideami anarchistycznymi.
Niektórzy anarchokomuniści sprzeciwiają się większościowemu charakterowi demokracji bezpośredniej, czując, że może ona naruszać indywidualną wolność. Byli oni zwolennikami demokracji konsensualnej, zbliżając się do poglądów Proudhona. Anarchiści często przywołują też poglądy Henry’ego Davida Thoreau, który jednak nie identyfikował się z anarchistami, będąc zwolennikiem „lepszego rządu”. Zdaniem Thoreau wskazywał, że nikt nie powinien rządzić, bez zgody rządzonych.

## Krytyka

### Antydemokratyzm
Demokracja od zawsze spotykała się z krytyką i opozycją ze strony zwolenników innych form ustrojowych czy elit. Wprowadzenie rządów demokratycznych w dotąd niedemokratycznych państwach następowało często poprzez rewolucję. Monarchia tradycyjnie była przeciwstawiana demokracji, będąc za przywilejami stanowymi. W niektórych przypadkach osiągano kompromis w postaci rządu mieszanego (np. monarchii parlamentarnej).
Postoświeceniowe ideologie takie jak faszyzm, nazizm czy fundamentalizm sprzeciwiają się demokracji na innych podstawach, uznając demokrację ogólnie za wadliwą i szkodliwą dla pożądanego kursu rozwoju społeczeństwa.

### Nieefektywność
Ekonomiści od czasów Miltona Friedmana poddawali ostrej krytyce efektywność demokracji. Swoje stanowisko opierali na hipotezie irracjonalnego wyborcy. Ekonomiści argumentowali, że osoby uprawnione do głosowania są w wysokim stopniu niedoinformowane w wielu dziedzinach polityki, szczególnie zaś w kwestiach ekonomicznych. Mają też silną skłonność do skupiania się na kilku kwestiach, o których mają większą wiedzę.

### Fasadowość demokracji
XX-wieczni myśliciele włoscy, Vilfredo Pareto oraz Gaetano Mosca, niezależnie od siebie doszli do wniosku, że to, co zwiemy „demokracją”, jest jedynie fasadą, skrywającą rzeczywiste rządy elit. Uznawali oni rządy oligarchii za niezmienną cechę społeczności ludzkich. Masy są apatyczne i podzielone, natomiast elity przedsiębiorcze, aktywne oraz spójne. Demokracja zmienia jedynie jawną opresję w manipulację. W koncepcjach socjalistycznych głoszono iż prawdziwa demokracja w sferze politycznej może się zrealizować tylko w warunkach demokracji społeczno-ekonomicznej.

### Tyrania większości
Platon w swojej Politei ustami Sokratesa wyraził krytykę ustroju demokratycznego: „Demokracja jest niewolącą formą rządu. Wprowadza chaos i nieporządek, a nadto niesprawiedliwą równość”. Platon przedstawił listę ustrojów w kolejności od najlepszych do najgorszych. Demokracja jest ustrojem zdegenerowanym, który w końcu przemieni się w tyranię.
Pojęcie tyranii większości zostało wprowadzone przez Alexisa de Tocqueville’a. Zauważył on, że w demokracji istnieje niebezpieczeństwo opresji wobec mniejszości czy jednostek. Większość może bowiem przegłosować naruszanie wolności czy praw podstawowych.
James Madison w swoich pismach przeciwstawiał demokrację pośrednią (nazywaną przez niego „republiką”), demokracji bezpośredniej (nazywanej „demokracją”). W „Federaliście nr 10”. uzasadniał on, iż republika jest najbardziej pożądaną formą rządu, gdyż „demokracje przedstawiały obraz walk i zamieszek i zawsze stwarzały zagrożenie dla bezpieczeństwa osobistego i praw własności. Zazwyczaj też krótko trwały i koniec ich bywał gwałtowny.”. Przed „tyranią większości” chronić mógł pośredni charakter demokracji.

### Niestabilność polityczna
Demokracja jest też krytykowana za nieoferowanie wystarczającej stabilności politycznej. Wraz z częstymi zmianami rządów, dochodzi do zmian w polityce wewnętrznej i zagranicznej. Nawet jeśli partia polityczna utrzymuje się przy władzy, głośne protesty, kampanie medialne czy ostra krytyka rządzących, mogą doprowadzić do nieoczekiwanej zmiany na politycznej scenie. Częste zmiany polityki odnośnie do kwestii gospodarczych czy imigracyjnych mogą prowadzić do ograniczenia inwestycji i opóźniać wzrost gospodarczy. Z tych względów pojawiają się poglądy, że demokracja jest niepożądana dla krajów rozwijających się, dla których wzrost ekonomiczny i obniżenie stopy ubóstwa jest głównym priorytetem.

### Oszustwa wyborcze
W demokracjach pośrednich może być nieopłacalne dla rządzących przeprowadzenie uczciwych wyborów. Badania wskazują, że urzędujący, którzy fałszowali lub manipulowali wyborami utrzymują się na stanowisku statystycznie 2,5 raza dłużej, niż ci wybrani w sposób uczciwy. W demokracjach o dochodzie na głowę przekraczającym 2,700$, przemoc polityczna okazała się mniej częsta niż w tych poniżej tej granicy. Te same badania wykazały, że poważne naruszenia wyborów zdarzają się częściej w krajach z małym dochodem na mieszkańca, małą populacją, bogatym w zasoby naturalne i w takich, w których brakuje instytucjonalnych mechanizmów gwarantujących zachowanie równowagi politycznej. Takimi krajami są np. kraje Afryki subsaharyjskiej czy Afganistan.
Rządy gdzie często przeprowadzane są wybory mają tendencje do bardziej stabilnej polityki gospodarczej aniżeli rządy gdzie wybory przeprowadzane są rzadziej. Jednakże ten trend nie odnosi się do rządów, gdzie wybory są fałszowane.

## Rozwój demokracji
Niektórzy filozofowie i naukowcy wyszczególnili historyczne i społeczne czynniki, które przysłużyły się ewolucji demokracji. Czynniki społeczne, takie jak protestantyzm, wpłynęły na rozwój demokracji, rządów prawa, praw człowieka i wolności politycznej (praktykowano obieralność pastorów, swobodę i tolerancję wyznaniową).
Inni wskazywali na wpływ dobrobytu (np. S. M. Lipset, 1959). W teorii Ronalda Ingleharta poprawa standardów życia sprawiła, że ludzie zaczęli postrzegać przetrwanie za coś oczywistego i niepodważalnego. Przez to większą uwagę zaczęto poświęcać wartościom zorientowanym na indywidualną ekspresję, które w jego ocenie są wysoce skorelowane z demokracją.
Niedawno powstałe teorie podkreślają role edukacji i kapitału ludzkiego, a w ramach nich – zdolności poznawczych zwiększających stopień tolerancji, racjonalności, politycznej świadomości i partycypacji. Wyszczególnia się dwa efekty edukacji i zdolności poznawczych: efekt poznawczy (pozwala dokonywać bardziej racjonalnych wyborów i lepiej przetwarzać dostępne informacje) oraz efekt etyczny (poparcie dla demokratycznych wartości, wolności, praw człowieka itp.), które są zależne od inteligencji jednostki.
Współczesne teorie demokracji, w przeciwieństwie do tradycyjnych, łączy przekonanie o braku możliwości wytłumaczenia dlaczego demokracja rozpowszechnia się i utrzymuje. Sceptycznie ocenia się teorię modernizacji, wykazując, że nie ma przekonującego dowodu na prawdziwość twierdzenia jakoby istniało większe prawdopodobieństwo wyłonienia się systemu demokratycznego w sytuacji poprawy dobrobytu, zwiększenia poziomu wykształcenia lub zmniejszenia się nierówności w danym kraju. Brak także przekonującego argumentu za twierdzeniem o korelacji zachodzącej pomiędzy zasobnością danego państwa w złoża ropy a oporem dla przeprowadzenia procesów demokratyzacji. Dzieje się tak pomimo licznych rozważań teoretycznych, zbiorczo określanych mianem „Klątwy surowcowej”, które starają się wykazać, że zasoby ropy naftowej są czynnikiem odpowiedzialnym za zerwanie kluczowego dla demokracji przedstawicielskiej związku pomiędzy opodatkowaniem obywateli a odpowiedzialnością rządu. Brak dowodów na prawdziwość tradycyjnych teorii demokratyzacji zmusił badaczy do szukania pierwotnych determinantów współczesnych instytucji politycznych, czy to geograficznych, czy demograficznych.
W XXI wieku, demokracja stała się tak popularną metodą podejmowania decyzji, że jej zastosowanie wykracza daleko poza politykę i obserwowalne jest w takich dziedzinach jak: rozrywka, jedzenie i moda, konsumpcja, urbanistyka, edukacja, sztuka, literatura, nauka czy teologia. To wszystko sprawia, że zaczęto ją określać dość krytycznym mianem „głównego dogmatu naszych czasów”. Wykazuje się, że nastawienie na zdobywanie popularności np. w sztuce czy literaturze, przyczynia się do niepublikowania innowacyjnej pracy twórczej. Podobnie, rynkowe podejście do edukacji sprawia, iż ambitne badania nie są podejmowane. Nauka, która ze swej natury jest dyscypliną opartą na prawdzie, nie może opierać się na demokratycznych ideach prowadzących do przekonania, że poprawny wniosek może zostać osiągnięty na drodze powszechnego głosowania.

### Prognozy na przyszłość
W 2010 roku think tank powiązany z niemiecką armią analizował jak teoria Hubberta (dotycząca szczytu wydobycia ropy naftowej) może wpłynąć na zmianę światowej gospodarki. Wnioski z badania budzą obawy o szanse przetrwania demokracji. Sugerują, że część populacji może postrzegać wstrząs wywołany osiągnięciem szczytu wydobycia ropy jako kryzys ogólnosystemowy. To zaś stworzy „przestrzeń dla ideologicznych i radykalnych alternatyw względem istniejących form rządów”.

## Teoria demokracji

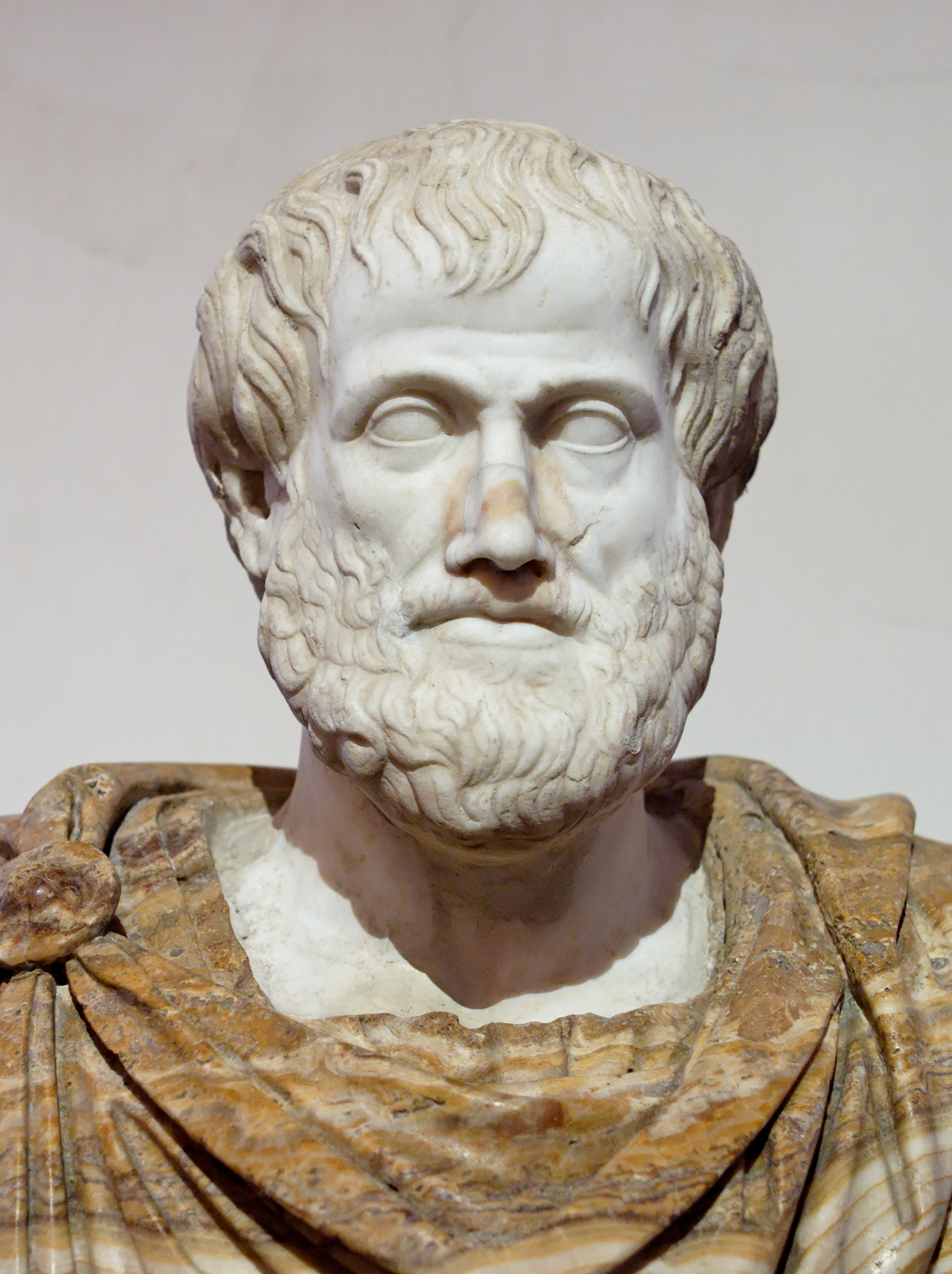
Popiersie Arystotelesa.

### Arystoteles
W swojej Polityce, Arystoteles wprowadził typologię ustrojów politycznych, według tego, ile osób sprawuje władzę. Każda z form ustrojowych miała wersję właściwą i zdegenerowaną. Ustrojami tymi były: monarchia i tyrania (rządy jednostki), arystokracja i oligarchia (rządy niewielu) oraz politeja i demokracja (rządy wielu). Demokracja uznawana była przez niego za zdegenerowaną politeję, która z kolei była najlepszym ustrojem, łączącym rządy wielu i władzę elit. Dla Arystotelesa u podstaw demokracji i politei leży wolność, skoro tylko w demokracji obywatele mogą mieć udział w wolności. Wolność z kolei jest tu rozumiana jako możliwość udziału w rządach.

### Teorie współczesne
Teorie demokracji mają określić istotę demokracji i jej idealną postać, do której powinny dążyć instytucje demokratyczne. Trzema najbardziej znanymi teoriami są teorie agregatywna, deliberatywna i radykalna.
Wśród współczesnych teorii politycznych wyróżniamy trzy spierające się ze sobą koncepcje dotyczące fundamentalnych przesłanek dla demokracji: demokrację agregatywną, demokrację deliberatywną oraz demokrację radykalną.

#### Demokracja agregatywna
Agregatywna (agregacyjna) teoria demokracji zakłada, że celem procesów demokratycznych jest poznanie preferencji obywateli oraz zebranie ich razem w celu ustalenia, jakie polityki społeczeństwo powinno wprowadzać w życie. Główną kwestią są więc procedury głosowania, a opcje polityczne, które zdobyły najwięcej głosów, zostają wprowadzone w życie. W ramach teorii agregacyjnej toczy się spór pomiędzy zwolennikami demokracji pośredniej (minimaliści) i bezpośredniej.
Minimalistyczna teoria demokracji została omówiona w pracy Josepha Schumpetera Kapitalizm, socjalizm i demokracja. Jest to teoria uzasadniająca demokrację pośrednią. Demokracja jest tu systemem rządów, w którym obywatele przekazują zespołom liderów politycznych w okresowych wyborach prawo do sprawowania władzy. Obywatele nie mogą i nie powinni rządzić sami, ponieważ w większości spraw przez większość czasu nie mają jasnego punktu widzenia lub ich punkt widzenia nie jest dobrze ugruntowany. Zwolennikami minimalistycznej teorii są William H. Riker, Adam Przeworski oraz Richard Posner. Istotną pracą z tego nurtu jest również książka Anthony’ego Downsa Ekonomiczna teoria demokracji (1957).
Zwolennicy demokracji bezpośredniej wskazują, że obywatele powinni głosować bezpośrednio na propozycje ustawodawcze, a nie poprzez reprezentantów. Argumentują oni, że aktywność polityczna może stanowić wartość samą w sobie, ponieważ łączy oraz uczy obywateli, a powszechny udział obywateli w działaniach politycznych może powstrzymać elity przed zawłaszczaniem władzy.
Według teorii agregacyjnych, kluczową instytucją demokratyczną są wybory, wokół nich też koncentruje się polityka. Rządy będą się skłaniały do tworzenia prawa i prowadzenia polityk, które są zbliżone do poglądów medianowego wyborcy, czyli ani skrajnie lewicowe, ani skrajnie prawicowe. Taki rezultat jest wynikiem oportunizmu politycznych elit konkurujących o głosy.
Z kolei zdaniem Roberta A. Dahla podstawową zasadą demokracji jest to, że w decyzjach zbiorowych interesy każdego członka wspólnoty politycznej są brane pod uwagę w równym stopniu, co nie oznacza, że interesy te są w równym stopniu zaspokajane. Używa on terminu poliarchii w odniesieniu do społeczeństw, w których istnieje pewien zbiór instytucji i procedur (związanych głównie z wyborami), które są postrzegane jako dążące do takiej demokracji.

#### Demokracja deliberatywna
Teoria demokracji deliberatywnej opiera się na poglądzie, że istotą demokracji jest deliberacja, czyli rozważanie różnych poglądów i stanowisk. W przeciwieństwie do agregatywnej teorii demokracji, teoria deliberatywna utrzymuje, że demokracja nie polega na wyborach. Proces deliberacji pozwala jednostkom określać ich preferencje, ustalać konsens czy rozwiązywać konflikty. Autentyczna deliberacja powinna być wolna od zniekształceń wywieranych przez polityczną władzę czy interesy ekonomiczne.

#### Demokracja radykalna
Demokracja radykalna wskazuje na hierarchiczne i opresyjne relacje władzy, które występują w społeczeństwie. Demokracja powinna uczynić te relacje widocznymi i doprowadzić do ich zmiany.

### Demokracja globalna
Pod koniec XX wieku, przemiany związane z globalizacją doprowadziły do wypracowania projektów zaprowadzenia demokracji w skali globalnej. Uzasadnieniem dla takiej demokracji globalnej (kosmopolitycznej) jest to, że decyzje podejmowane w ustrojach państwowych dotykają ludzi spoza danego obszaru. W demokracji kosmopolitycznej ludzie których dane decyzje dotyczą, mają również możliwość wypowiedzenia się na dany temat i mogą głosować.
Zdaniem zwolenników tego systemu, każda próba rozwiązania globalnych problemów jest niedemokratyczna bez wdrożenia choćby części założeń demokracji kosmopolitycznej. Takimi zasadami są zasada praworządności, rozwiązywanie konfliktów bez przemocy; i równości obywateli poza granicami państwa. Wprowadzenie tych zasad w życie, wymagałoby reformy istniejących organizacji międzynarodowych, na przykład Organizacji Narodów Zjednoczonych, a także stworzenia nowych instytucji takich jak światowy parlament, który odpowiednio wzmocni kontrolę publiczną i odpowiedzialność w polityce międzynarodowej.
Idee leżące u podstaw demokracji kosmopolitycznej można odnaleźć w pismach Alberta Einsteina, Kurta Vonneguta, felietonistę George’a Monbiota oraz profesorów Filipa Debsky'ego i Daniele’a Archibugiego. Stworzenie Międzynarodowego Trybunału Karnego w 2003 roku było postrzegane jako ważny krok naprzód przez wielu zwolenników tego rodzaju demokracji kosmopolitycznej.